# 프렌테 암플리오 우넨

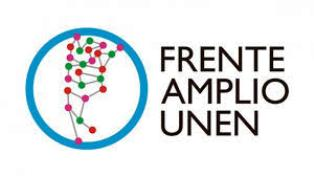
프렌테 암플리오 우넨의 당기

프렌테 암플리오 우넨(스페인어: Frente Amplio UNEN, FAUNEN)은 아르헨티나의 여러 진보정당들의 정치 연합이다. 이데올로기는 사회자유주의, 제3의 길, 사회민주주의, 사회주의 등 다양하다. 선거연합 정당이다.